# HD 29573
Désignations
HD 29573, également désignée HR 1483, est une étoile binaire de la constellation de l'Éridan. Elle est visible à l'œil nu avec une magnitude apparente combinée de 4,99. Le système présente une parallaxe annuelle de 14,23 mas mesurée par le satellite Gaia, ce qui permet d'en déduire qu'il est distant d'environ 70 pc (∼228 al) de la Terre. Il s'éloigne du Système solaire à une vitesse radiale héliocentrique de +3 km/s.
Les observations du satellite Hipparcos ont mis en évidence pour la première fois que HD 29573 était une étoile binaire. Les deux étoiles complètent une orbite l'une autour de l'autre avec une période d'environ 41 ans et avec une excentricité élevée de 0,8. La composante primaire, désignée HD 29573 A, est une étoile de type spectral A1 et de magnitude 5,19. Elle est 2,28 fois plus massive que le Soleil, et c'est une étoile chimiquement particulière suspectée. La composante secondaire, HD 29573 B, est une étoile de magnitude 7,22 et de type F2. Elle est 1,56 fois plus massive que le Soleil. Le système présente un possible excès d'infrarouge qui s'expliquerait par la présence de poussière circumstellaire.